# Maison de Luther à Eisenach
La maison de Luther  à Eisenach (Lutherhaus en allemand) est une maison patricienne à colombages située dans le centre-ville d'Eisenach où Luther fut accueilli par la famille Cotta durant sa scolarité entre 1498 et 1501. Rénovée de 2013 à 2015, elle abrite une exposition historique organisée de manière moderne, les archives paroissiales ainsi qu’un café biblique.

## Relation de Luther et d'Eisenach
Eisenach était un lieu auquel Luther était très attaché. Depuis ses études, il désignait Eisenach comme « ma ville chérie ». Proscrit, il dut s'y réfugier de mai 1521 à mars 1522, plus exactement au château de la Wartburg qui domine la ville. C’est là que Luther réalisa la traduction du Nouveau Testament de la Bible, envoyant ses amis rechercher l'équivalent exact en allemand des mots grecs jusque chez les commerçants de la ville.

## Architecture et historique
La maison est traditionnellement connue comme la plus ancienne des maisons à colombage de la ville. 
Avant la restauration de 2013-2015, une étude dendrochronologique du bâtiment a permis de montrer que la maison, qui était à l'origine constituée de plusieurs bâtiments, remonte, pour sa partie la plus ancienne, à 1269. En 1356, elle a été agrandie pour atteindre sa taille actuelle. Faute de documents, il ne peut être établi quand la famille Cotta est entrée en possession de ce bien. Il est cependant certain qu'ils en étaient propriétaires en 1500. Au début des années 1560, elle a été acquise par l'architecte Hans Leonhard. Pendant longtemps, on a supposé qu'il était à l'origine de la magnifique façade Renaissance de la maison. De nouvelles recherches accréditent la thèse que la façade Renaissance, si elle est bien de lui, faisait à l'origine partie de la résidence comtale voisine et a été ajouté à la maison de Luther lors la démolition de la résidence comtale en 1742. Au cours des siècles, la maison Luther a connu de nombreux propriétaires et des usages différents. À partir de 1898, un restaurant nommé le "Luther Keller" s'est installé dans le bâtiment. Son propriétaire, Adolf Lukass, faisait visiter à ses clients - moyennant un supplément - la pièce historique où Luther était censé avoir étudié, la "Lutherstube". Le 23 novembre 1944, une bombe américaine tomba sur la Lutherplatz non loin de la maison. L'explosion endommagea considérablement la façade nord du bâtiment mais épargna la partie sud, où se trouvent la Lutherstube et la salle à colombages. Après la guerre, les dommages ont été réparés rapidement.
Le bâtiment est reconnu comme site du patrimoine mondial de l'humanité depuis 1994.

## Collections
La maison de Luther a été rénovée en 2013-2015 et rouverte au public en 2015. Elle abrite une exposition organisée de manière moderne et les archives paroissiales.